# 363582 Folpotat
363582 Folpotat este o planetă minoră (asteroid) din centura de asteroizi. A fost descoperită pe 9 februarie 2004 la Vicques⁠(d) de Michel Ory⁠(d). 
Obiectul prezintă o orbită caracterizată de o semiaxă mare de 2,6425459598941 UAi, o excentricitate de 0,21, o înclinație de 5,2 ° în raport cu ecliptica.